# Victoria immunifica
Victoria immunifica là một loài bướm đêm trong họ Geometridae.